# کیلی رافتر
کیلی رافتر (انگلیسی: Kaleigh Rafter؛ زادهٔ ۱۸ اوت ۱۹۸۶) بازیکن سافت‌بال اهل کانادا است. وی در مسابقات کشوری و بین‌المللی در مجموع برندهٔ ۱ مدال برنز شده‌است